# حكومة المغرب 1963
حكومة أحمد بحنيني هي الحكومة التاسعة للمملكة المغربية منذ استقلالها عام 1955. تشكلت يوم 13 نوفمبر 1963 تم تعديل حكومي يوم 20 أغسطس 1964 وحُلت يوم 3 نوفمبر 1965.

## التركيبة الحكومية

### حكومة أحمد بحنيني الأولى
- الوزير الأول – أحمد أبا حنيني
- وزير الدولة لشؤون موريتانيا والصحراء المغربية – فال ولد عمير
- وزير الخارجية – أحمد رضا اجديرة
- وزير منتدب لدى الوزير الأول – عبد الهادي بوطالب
- وزير العدل : عبد القادر بنجلون
- وزير الداخلية – عبد الرحمن الخطيب
- وزير الشؤون الاجتماعية والمالية والزراعة – إدريس السلاوي
- وزير الدفاع الوطني – المحجوبي أحرضان
- وزير التربية الوطنية – يوسف بلعباس
- وزير الاشغال العامة – محمد بنهيمة
- وزير الصحة العامة – العربي الشرايبي
- وزير البريد والاتصالات – محمد بن عبد السلام الفاسي الحلفاوي
- وزير الإعلام والسياحة والفنون التشكيلية والحرف التقليدية – مولاي أحمد العلوي
- وزير العمل والشؤون الاجتماعية – التهامي الوزاني
- وزير الأوقاف، المسؤول عن الشؤون الإسلامية – أحمد برغاش
- كاتب الدولة للشؤون المالية – مأمون الطاهري
- كاتب الدولة للتجارة والصناعة الحديثة والمناجم والنقل البحري – أحمد بناني
- كاتب الدولة المكلف بالزراعة – نور الدين الشرفي
- كاتب الدولة المكلف بشؤون الإعلام، السياحة، الفنون الجميلة والحرف – محمد حدو الشيكر

### الحكومة أحمد بحنيني الثانية
- الوزير الأول، وزير مكلف بشؤون موريتانيا والصحراء المغربية – أحمد بحنيني
- وزير العدل – عبد الهادي بوطالب
- وزير الشؤون الخارجية – أحمد الطيب بنهيمة
- وزير الشؤون الاقتصادية والمالية – محمد الشرقاوي
- وزير الدفاع الوطني – الجنرال محمد أمزيان الزهراوي
- وزير الداخلية – الجنرال محمد أوفقير
- وزير التربية الوطنية – يوسف بلعباس
- وزير الأشغال العامة – محمد بنهيمة
- وزير الزراعة – محجوبي أحرضان
- وزير الإعلام والسياحة والفنون التشكيلية والحرف التقليدية – مولاي أحمد العلوي
- وزير الصحة العامة – العربي الشرايبي
- وزير الأوقاف، المسؤول عن الشؤون الإسلامية – أحمد بركاش
- وزير الخدمة المدنية والإصلاح الإداري – التهامي الوزاني
- وزير الشبيبة والرياضة – عبد الرحمن الخطيب
- وزير البريد والاتصالات السلكية واللاسلكية – محمد حدو الشيكر
- وزير العمل والشؤون الاجتماعية – محمد عمّور
- كاتب الدولة للشؤون المالية – مأمون الطاهري
- كاتب الدولة للتجارة والصناعة الحديثة والمناجم والنقل البحري – أحمد بناني
- كاتب الدولة للتعليم التقني والتكوين المهني والتدريب على الإدارة – عبد الحفيظ بوطالب
- كاتب الدولة لشؤون الاعلام والسياحة والفنون الجميلة – عبد الرحمن الكوهن

## أحداث
في سنة 1963 تورط شيخ العرب والمهدي بن بركة وعبد المومن الديوري ومحمد البصري وغيرهم في مؤامرة ضد حياة الملك الحسن الثاني. بعد فشل الخطة الخمسية الأولى، التي وضعتها حكومة احمد أبا حنيني، شهدت البلاد أزمة اقتصادية، حيث وصل عدد المعطلين في مدينة الدار البيضاء وحدها إلى أكثر من 300 ألف عاطل. قررت وزارة التربية والتعليم إبعاد التلاميذ الذين وصلوا سن الثامنة عشر من الثانويات، وإلحاقهم بالتعليم التقني. وكان مبرر الملك هو ربط التعليم بعالم الشغل الذي كان في حاجة لمتمرسين، أكثر من حاجته لمتعلمين تعليما عاما. التفسير الذي قدمته المعارضة فهي أن تلاميذ المؤسسات الثانوية أصبحوا يشكلون خطرا على النظام لأنهم انشغلوا بالسياسة وانخرطوا في عدد من التنظيمات السرية التي ولدت منها منظمة 23 مارس، وإلى الأمام، والقاعديين. حاولت المعارضة إسقاط حكومة احمد أبا حنيني سنة 1964 وتقديم ملتمس للرقابة، كانت بداية شد الحبل بين طرفي النزاع، الملك الحسن الثاني ومعارضته، وهو الشد الذي سيقود إلى انتفاضة الدار البيضاء في مارس 1965 والإعلان عن حالة الاستثناء، التي سقط فيها عدد كبير من الضحايا، وكانت هذه الانتفاضة بمثابة أول اختبار يدخله الملك الشاب . فتم حل البرلمان شهرين بعد اندلاع تلك الأحداث، ليحكم الملك بعد ذلك مدة خمس سنوات بمفرده.

## مصدر
- موقع المملكة المغربية الرسمي